# Stela
Stela é um videogame de aventura é quebra-cabeça desenvolvido pela desenvolvedora canadense SkyBox Labs. Foi lançado em 17 de outubro de 2019 para iOS e Xbox One e para Microsoft Windows e Nintendo Switch em 13 de março de 2020.
Stela gira em torno de uma jovem que está testemunhando os dias finais de um misterioso mundo antigo. O ambiente pode ser manipulado para solucionar quebra-cabeças ou passar por criaturas perigosas.

## Recepção
Stela recebeu uma classificação misturado de 71 em Metacritic para Xbox One, uma classificação de 5 a Gamereactor, e 4,5 classificação em TouchArcade.